# Can't look away
Can't look away is het vierde studioalbum van Trevor Rabin. Het kwam tot stand in een adempauze van de muziekgroep Yes na de albums 90125 (1983) en Big Generator (1987). Rabin produceerde het album zelf in samenwerking met Bob Ezrin. Hij trok daarvoor diverse geluidsstudio’s met hulp van diverse geluidstechnici in. Na het album trok Rabin de wereld in voor een concertreeks. Rabin zou net als de andere musici binnen Yes een knipperlichtrelatie onderhouden met Yes.
Het album behaalde tien weken de Billboard 200 met een hoogste plaats 111.

## Musici
- Trevor Rabin – alle muziekinstrumenten behalve
- Lou Lolino III – drumstel (tracks 1-3, 8 en 10)
- Alan White – drumstel (tracks 4, 11)
- Denny Fongheiser – drumstel (track 7)
- Basil – bijnaam voor de drummachine (tracks 4, 5, 9, 11)
- Duncan Faure – achtergrondzang (tracks 2, 3, 5, 7-9; maatje uit de band Rabbitt)
- The Passion Brokers bestaande uit Tsidii Leloka, Beulah Hashe, Faith Kekana en Marilyn Nokwe – achtergrondzang (tracks 3-5, 7)
- Bob Ezrin – achtergrondzang (3, 7), ook geluidstechnicus en muziekproducent

## Muziek
| Nr. | Titel                                                  | Duur |
| --- | ------------------------------------------------------ | ---- |
| 1.  | I can’t look away (Rabin)                              | 7:22 |
| 2.  | Something to hold on (Rabin)                           | 5:07 |
| 3.  | Sorrow (your heart) (Rabin)                            | 4:29 |
| 4.  | Cover up (Rabin, Godfrey Rabin (vader), Anthony Moore) | 5:17 |
| 5.  | Promises (Rabin)                                       | 5:57 |
| 6.  | Etoile noir (Rabin)                                    | 1:03 |
| 7.  | Eyes of love (Rabin, Ezrin)                            | 6:24 |
| 8.  | I didn’t think it would last (Rabin, Ezrin)            | 4:08 |
| 9.  | Hold on to me (Rabin, Patric van Blerk)                | 4:44 |
| 10. | Sludge (Rabin)                                         | 2:26 |
| 11. | I miss you now (Rabin)                                 | 5:38 |
| 12. | The cape (Rabin)                                       | 2:56 |

Something to hold on to (met B-kant I miss you) werd een hit in de Verenigde Staten en haalde de plek 3 in de Hot Mainstream Rock Tracks van Billboard; de begeleidende videoclip was genomineerd voor de rubriek Best video, short form in de 32e Grammy Awards. Etoile noir, Sludge, The cape zijn instrumentale nummers.
De importantie voor Nederland hield tijdens zijn verblijf in Yes op. OOR's Pop-encyclopedie 1992 en 1994 versies meldden hem alleen nog als onderdeel van Yes, terwijl in eerdere edities hij een apart lemma had.